# إدارة نظم المعلومات للقوات المسلحة (مصر)
إدارة نظم المعلومات للقوات المسلحة هي إحدى إدارات وزارة الدفاع المصرية.

## مهام الإدارة
- التطوير في مجال نظم المعلومات والحواسب الآلية سواء في مجال المعدات أو البرامج.
- تطوير العملية التدريبية داخل القوات المسلحة والتوسع في تأهيل ضباط الصف والمجندين لاتقان أعمال الحواسب الآلية.
- تعميم استخدام البرامج والتطبيقات ونشرها علي جميع وحدات القوات المسلحة وعقد المسابقات بين عناصر النظم لخلق الحافز والدافع لدي الأفراد.
- تأمين استخدام الحواسب الآلية والحفاظ علي سرية المعلومات التي يتم تداولها والتأكيد على مسئولية وواجب كل فرد داخل القوات المسلحة عنها.
- تطوير المنظومات الآلية لجميع الهيئات والإدارت والقيادات.
- تطوير الشبكة العسكرية للمعلومات والتحكم والسيطرة علي الشبكة.
- تطوير منظومة التأمين الفني لمعدات وشبكات الحواسب بإنشاء مركز للدعم الفني.
- تطوير التطبيقات والبرامج والنظم الآلية في التعليم والتدريب.
- تأمين البيانات ودعم نظم التأمين الفني لأجهزة ومعدات عناصر ووحدات الإدارة.
- اعداد وتأهيل شباب الخريجين عن طريق معهد نظم المعلومات للقوات المسلحة.

## المنشآت التابعة
- معهد نظم المعلومات للقوات المسلحة[1]
  - مركز التحول الرقمي.[2]
  - مركز الدورات المتخصصة لتكنولوجيا المعلومات.[1][3]
  - مركز الاختبارات الدولي.[1]
  - معمل الأمن السيبراني.[2]
  - معمل الذكاء الاصطناعي.[2]
- جهاز تنظيم المعلومات (تبعية مشتركة مع إدارة المخابرات الحربية والاستطلاع)
- مركز إنتاج البرمجيات الرئيسي
- مركز إنتاج المواد التعليمية المتطورة
- مركز التوثيق والميكروفيلم
- مركز المعلومات الرئيسي للقوات المسلحة
- مركز التأمين الفني MMC.[3]
- مركز الدعم الفني للقوات المسلحة
- مركز نظم المعلومات المتكامل
- مركز التوثيق الآلي
- مركز تأهيل الحاسبات للقوات المسلحة
- مركز تدريب آلية القيادة والسيطرة
- مركز تطوير آلية القيادة والسيطرة
- معمل النظم الآلية
- الورشة الرئيسية لمعدات نظم المعلومات
- الورشة المتوسطة لمعدات نظم المعلومات
- المستودع الرئيسي لمعدات نظم المعلومات
- المستودع الفرعي لمعدات نظم المعلومات

## مديرو الإدارة
- لواء / توفيق مختار توفيق.[4]
- لواء / أكرم الجوهري.[5]
- لواء / ياسر كمال علي أبو مندور.[6]
- لواء / عاصم عبد المحسن إبراهيم.[7]
- لواء / بدر سعد عفيفي.[8]
- لواء / محمد سيد عطية.[9]